# Abu Bakr Yunis Jabr
Abū Bakr Yūnis Jābr (in arabo أبو بكر يونس جابر‎?; Gialo, 1952 – Sirte, 20 ottobre 2011) è stato un generale e politico libico, ultimo ministro della difesa del regime di Muʿammar Gheddafi.

## Biografia
Riguardo alla data di nascita di Abū Bakr Yūnis Jābr vi sono delle divergenze. Secondo l'ONU è nato nel 1952 a Gialo in Libia, mentre il quotidiano tedesco Frankfurter Allgemeine Zeitung fa risalire la data della sua nascita al 1940.
Abū Bakr Yunis Jābr studiò presso l'Accademia militare di Bengasi frequentando lo stesso corso di Gheddafi; successivamente entrarono nel movimento dei Liberi Ufficiali, responsabile del colpo di stato del 1º settembre 1969 che destituì Re Idris e portò al potere Gheddafi.
Abū Bakr Yūnis Jābr fu uno dei 12 ufficiali che componevano il Consiglio del Comando della Rivoluzione guidato da Gheddafi e a partire dal 1970 ha guidato l'esercito libico.
Abū Bakr Yūnis Jābr è stato ucciso da un gruppo di militanti del CNT, il 20 ottobre 2011.

## Guerra civile libica
Durante le proteste, venne riportata la notizia secondo cui Abu Bakr Yunis Jabr fosse stato arrestato e imprigionato per essersi rifiutato di uccidere i manifestanti.